# Edmund Hess
Adolf Edmund Hess (Marburgo, 17 de fevereiro de 1843 – Marburgo, 24 de dezembro de 1903) foi um matemático alemão, que trabalhou com polítopos.

## Formação e carreira
Filho do farmacêutico Christian Hess, obteve o ]]Abitur]] em Marburgo em 1860. Começou a estudar na Universidade de Marburgo,  seguindo depois para a Universidade de Heidelberg. Obteve um doutorado (Dr. phil.) em Marburgo em 1866, com a tese Ueber den Ausfluss der Luft aus engen Oeffnungen. Como assistente no Instituto de Física obteve a habilitação dois anos depois. Em 1879 foi professor associado, e em 1892 professor pleno.
Publicou uma série de artigos sobre politopos regulares e descobriu vários novos. Listou os 10 poliédros estrelas regulares. As novidades entre eles foram a penetração de dez tetraedros, penetração de cinco tetraedros, penetração de cinco cubos, penetração de cinco octaedros. Editou a Krystallometrie de Johann Friedrich Christian Hessel em 1897 para o Ostwalds Klassiker der exakten Wissenschaften.
Foi eleito membro da Academia Leopoldina em 1888.

## Obras
- Über die regulären Polytope höherer Art. Sitzungsberichte der Gesellschaft zur Beförderung der gesamten Naturwissenschaften zu Marburg, 1885, p. 31–57
- Über die Zahl und Lage der Bilder eines Punktes bei drei eine Ecke bildenden Planspiegeln, Sitzungsberichte der Gesellschaft zur Beförderung der gesamten Naturwissenschaften zu Marburg 1888.
- Über die Archimedischen Polyeder höherer Art. Kassel 1878.
- Einleitung in die Lehre von der Kugelteilung: mit besonderer Berücksichtigung ihrer Anwendung auf die Theorie der Gleichflächigen und der gleicheckigen Polyeder. Teubner,  Leipzig 1883.
- Über die zugleich gleicheckigen und gleichflächigen Polyeder. Sitzungsberichte der Gesellschaft zur Beförderung der gesamten Naturwissenschaften zu Marburg 1876.